# Szlomo Halberstam II
Szlomo Halberstam II (hebr. כ"ק אדמו"ר מבאבוב ,זצ"ל) (ur. 1907, zm. 2 sierpnia 2000 w Nowym Jorku) – chasydzki rabin z dynastii Bobow, który odtworzył działalność dynastii w Stanach Zjednoczonych po zakończeniu II wojny światowej. 
Szlomo Halberstam był synem Ben Ciona, który został zamordowany podczas holocaustu. Jemu w tym czasie udało się opuścić Polskę i uciec do Stanów Zjednoczonych, gdzie kierował swoją dynastią do 2000 roku. Wówczas odbudował działalność dynastii, założył jesziwę, która jest kontynuatorką tej z Bobowej oraz za jego sprawą założono liczne synagogi.
Rabin Szlomo Halberstam zmarł 2 sierpnia 2000 roku i został pochowany na Floral Park Cemetery. Jego następcą został jego najstarszy syn Naftali Halberstam. 